# تكة (أرومية)
تكة هي قرية في مقاطعة أرومية، إيران. يقدر عدد سكانها بـ 80 نسمة بحسب إحصاء 2016.